# Jaguar XJR-17

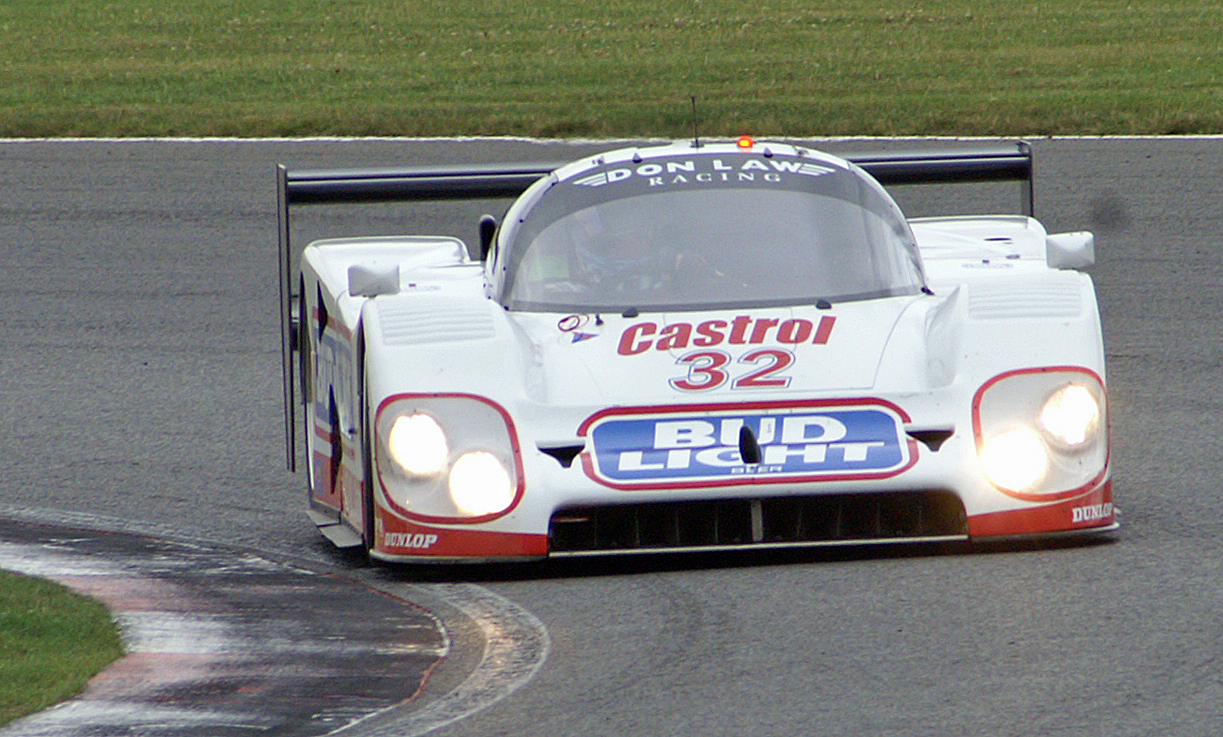
Fahrgestellbasis für den XJR-17, der XJR-16

Der Jaguar XJR-17 war ein IMSA-GTP-Sportwagen der 1991 gebaut und nie bei einem internationalen Sportwagenrennen gefahren wurde.

## Entwicklungsgeschichte
Beim XJR-17 kann man eigentlich nicht vor einer Entwicklungsgeschichte sprechen, denn der Wagen hatte schlicht keine. Das ganze Projekt ging ursprünglich auf den US-amerikanischen Rennfahrer Andy Evans zurück, der für die IMSA-Serie 1991 ein einsetzbares Rennfahrzeug suchte und bei Tom Walkinshaw um Eines anfragte. Walkinshaw konnte aber keinen passenden Wagen anbieten und musste Evans vorerst absagen. Man einigte schließlich auf den Aufbau eines Rennwagens, der später als Jaguar XJR-17 bekannt wurde. Der Wagen war eine bemerkenswerte Mischung verschiedener XJR-Modelle. Ein Jaguar XJR-16 wurde bis auf das Fahrgestell und das Cockpit zerlegt. Danach baute man den Wagen mit neuen Teilen wieder auf. Die Frontpartie inklusive der verstellbaren vorderen Flügel kam von einem XJR-14, der Heckflügel wurde bei einem XJR-12 ab- und eingebaut. Das 5-Gang-Getriebe war eine Mixtur aus Teilen aus einem XJR-11 und dem vorhandenen XJR-16. Beim 3,5-Liter-V6-Motor des XJR-16 wurden beide Turbolader entfernt, das Triebwerk leistete aber immer noch 465 PS.

## Renngeschichte
Die ersten Testfahrten bestritt Win Percy in Snetterton, aber Evans trat noch während der Testarbeit von Projekt zurück und der Wagen stand im Frühjahr 1992 ohne Einsatzplan bei Walkinshaw in der Garage. Der britische Rennstallbesitzer Hugh Chamberlain mietete denn Wagen und wollte ihn an das technische Gruppe-C2-Reglement angepasst in der Sportwagen-Weltmeisterschaft 1992 einsetzten. Chamberlain schaffte aber die Finanzierung der Einsätze nicht. Er meldete den Wagen zwar zu einigen Weltmeisterschaftsläufen, nahm aber nirgends teil. Auch beim 24-Stunden-Rennen von Le Mans wollte Chamberlain antreten; Boxen und notwendiger Treibstoff waren reserviert fanden aber keinen Abnehmer. In Le Mans war 1992 ein weiterer XJR-17 gemeldet. Letztlich handelte es sich dabei um ein und dasselbe Fahrgestell: auch dieses gemeldete Team erschien nicht zu Training und Rennen.
1993 erwarb Brian Chatfield den Wagen und bestritt damit einige unbedeutende Rennen in Castle Combe.